# Léopold de Saxe-Cobourg-Gotha (1824-1884)
Le prince Léopold de Saxe-Cobourg-Gotha (en allemand, Leopold von Sachsen-Coburg und Gotha, Vienne, 1824 - ibidem, 1884) était un prince de la Maison de Saxe-Cobourg et Gotha.
Comme il était le plus jeune enfant, il n'hérita pas les possessions de la mère, et il servit à l'armée de l'Autriche-Hongrie en tant que major-général. Il fut aussi considéré un candidat pour épouser la reine Isabelle II, mais la France et d'autres pays s'opposèrent.
Il épousa morganatiquement Constanze Geiger (1835-1890), et ils eurent un fils, Franz (1860–1899), qui ne pouvait pas opter aux privilèges de la succession nobiliaire, mais qui  plus tard deviendrait Baron de Ruttenstein.